# Heinz L. Pistol

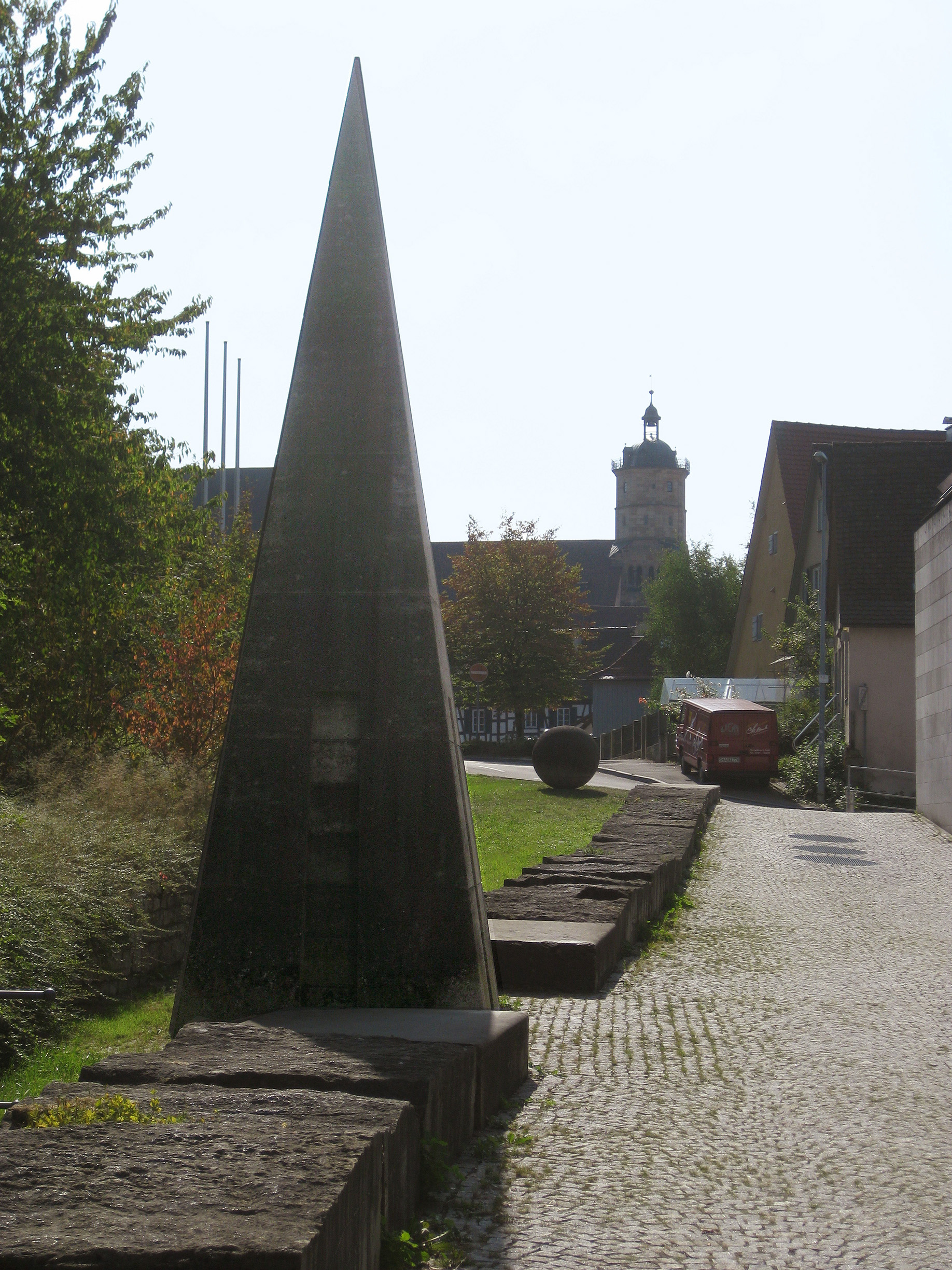
Kugel, Pyramide, Stadtmauer, Schwäbisch Hall, 1988

Heinz Ludwig Pistol (* 20. Juni 1940 in Dortmund; † 4. Januar 2009 in Hüfingen) war ein deutscher Bildhauer, Zeichner und Architekt. Er lebte und arbeitete in Hüfingen.

## Leben und Werk
Heinz Ludwig Pistol studierte von 1965 bis 1971 Bildhauerei an der Staatlichen Akademie der Künste in Stuttgart bei den Professoren Rudolf Daudert und Herbert Baumann. Weitere Studien erfolgten bei dem italienischen Bildhauer Luciano Minguzzi und Caliveri. Er studierte außerdem Architektur bei Jacob Bakema in Rotterdam und in Salzburg.
Er erhielt mehrere Auszeichnungen und Preise, wie beispielsweise war er Bundessieger der Jugend in Mainz und nahm an zahlreichen Kunst- und Kulturprojekten im In- und Ausland teil. 1980 war er 1. Preisträger im Kunstwettbewerb der Stadt Mülheim und im Jahre 1981 1. Preisträger Hommage à Baden-Baden Stadt und Landschaft für Skulpturen. 1990 wurde ihm der Große Preise von Europa La Musa dell’Arte in Cremona verliehen.
Mehrere regionale und überregionale Einzel- und Gruppenausstellungen z. B. in Stuttgart, Göppingen Mainz, Mannheim dokumentierten sein künstlerisches Werk.
1971 nahm Pistol am Bildhauersymposion St. Margarethen teil, 1993 an der Skulptura Ulm, am Donauprojekt Steine am Fluss. 2000 war er Teilnehmer des Bildhauersymposion Oggelshausen in Oggelshausen, 2005 stellte er aus zum Themenkreis Skulpturen und Handzeichnungen in Lüneburg im Heinrich-Heine-Haus und 2008 nahm er an der Ausstellung Skulptur Im Blickpunkt in der Kunsthalle Mannheim teil.